# Tara Palmer-Tomkinson

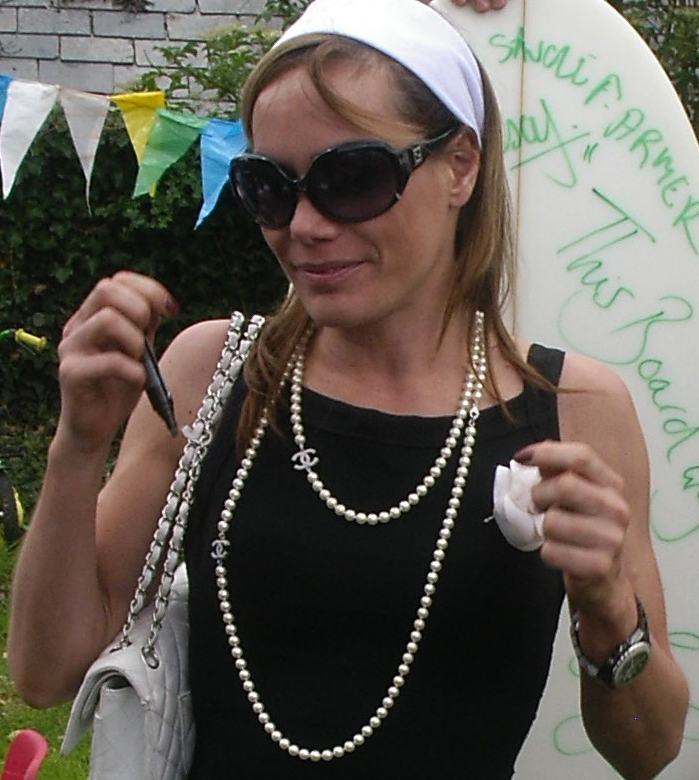
Tara Palmer-Tomkinson (2007)

Tara Claire Palmer-Tomkinson (* 23. Dezember 1971 in Hampshire, England; † 8. Februar 2017 in London) auch als T P-T bekannt, war ein britisches It-Girl, Fernsehmoderatorin und Modemodel.

## Leben
Palmer-Tomkinson war das dritte und jüngste Kind von Charles und Patricia (geborene Dawson) Palmer-Tomkinson. Als Kind lebte sie auf dem Familienbesitz in Dummer bei Basingstoke in Hampshire. Ihr Vater nahm als Alpinskifahrer an Olympischen Spielen 1964 teil. Palmer-Tomkinson ging zur Sherborne School for Girls in Dorset. Nach dem Abschluss der Schule begann sie einen Kurs in Tanz und Theater am London Studio Centre. Dann arbeitete sie eine kurze Zeit für eine Bank der Rothschild Gruppe in London und begann als Modemodel zu arbeiten.

### Arbeit als Autorin
In der zweiten Hälfte der 1990er erschien eine wöchentliche Kolumne in der The Sunday Times unter ihrem Namen. Die Kolumne wurde von Wendy Holden als Ghostwriter verfasst und basierte auf den Dingen, die Palmer-Tomkinson aus der Woche vorher am Telefon berichtete.
Im September 2007 erschien ihr Buch The Naughty Girl’s Guide to Life im Verlag Sphere, das sie gemeinsam mit Sharon Marshall geschrieben hatte. Es wurde im The Sunday Times Style Magazine nachgedruckt.
Im Oktober 2010 erschien ihr erster Roman Inheritance bei Pan Books. Aber auch hinter diesem Buch stand ein Ghostwriter.

### Fernsehauftritte und andere Tätigkeiten

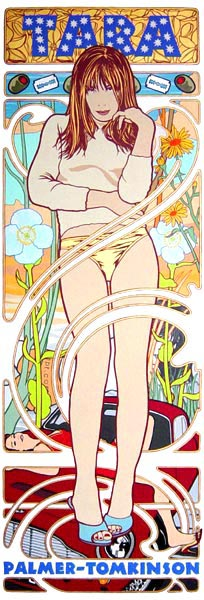
Tara Palmer-Tomkinson von Paul Harvey

2002 war Palmer-Tomkinson Teilnehmerin in I’m a Celebrity … Get Me Out of Here! und erreichte dort den zweiten Platz. Im November 2005 berichtete Palmer-Tomkinson zum dritten Mal als Hintergrundreporterin von der Serie I’m a Celebrity … Get Me Out of Here!.
Palmer-Tomkinson spielte Klavier und trat in der Queen Elizabeth Hall mit dem National Symphony Orchestra, in der Royal Albert Hall sowie im London Coliseum bei einer Leonard Bernstein Show auf. Sie moderierte die Classic FM Gramophone Awards 2005. Sie schrieb den Popsong 5 Seconds den sie in Loose Women aufführte.
Von 2013 bis 2014 war sie die Schirmherrin der schottischen Wohltätigkeitsorganisation Speur Ghlan, die sich um junge Kinder mit Autismus oder Entwicklungsstörungen kümmert.

### Privates
Palmer-Tomkinsons Familie hat enge Verbindungen zur Britischen Königsfamilie. Ihr Vater war der Skilehrer von Charles, Prince of Wales und ihre Familie verbrachte regelmäßig Skiurlaube mit ihm. Sie war Gast bei seiner Hochzeit mit Camilla, Duchess of Cornwall und bei der Heirat von Prinz William und Catherine Middleton.
2004 wurde Paul Harveys Gemälde von Palmer-Tomkinson in der The Stuckists Punk Victorian Show in der Walker Art Gallery für die Liverpool Biennial ausgestellt.
1999 zahlten ihre Eltern ihr einen einmonatigen Aufenthalt in einer Klinik in Arizona, wo sie wegen Kokainsucht behandelt wurde. 2006 war ihre Nasenscheidewand nach lang andauerndem Kokainmissbrauch zerstört. Sie ließ diese durch eine Operation wiederherstellen.
Am 8. Februar 2017 wurde Palmer-Tomkinson tot in ihrer Wohnung aufgefunden. Wie ihre Schwester nach dem Bericht des Coroners bekanntgab, verstarb sie an Peritonitis in Folge eines durchgebrochenen Geschwürs.